# Liste des mammifères en Pologne

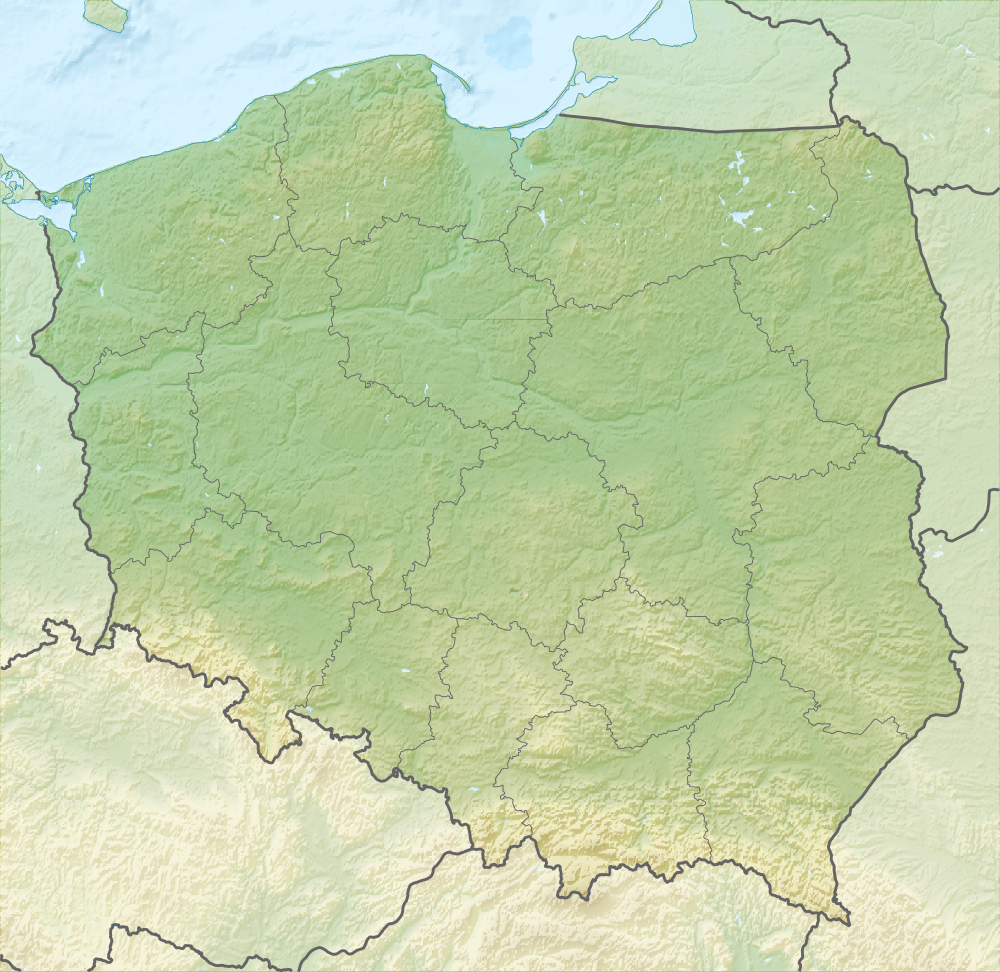
Carte topographique de la Pologne.

Localisation de la Pologne en Europe.

Cette liste commentée recense la mammalofaune en Pologne. Elle répertorie les espèces de mammifères polonais actuels et celles qui ont été récemment classifiées comme éteintes (à partir de l'Holocène, depuis donc 11 700 ans av. J.‑C.). Cette liste comporte 119 espèces réparties en dix ordres et trente familles, dont une est « en danger critique d'extinction », trois sont « en danger », quatre sont « vulnérables », dix sont « quasi menacées » et deux ont des « données insuffisantes » pour être classées (selon les critères de la liste rouge de l'UICN au niveau mondial).
Elle contient au moins neuf espèces introduites sur ce territoire, qui sont plus ou moins bien acclimatées. Il peut contenir aussi dans cette liste des animaux non reconnus par la liste rouge de l'UICN (un mammifère ici) et ils sont classés en « non évalué » : cela étant dû notamment au manque de données et à des espèces domestiques, disparues ou éteintes avant le XVIe siècle. Il n'existe pas en Pologne d'espèces et de sous-espèces de mammifères endémiques, bien que certaines aient une aire de répartition très restreinte en dehors des frontières polonaises (comme Marmota marmota latirostris (pl) ou Rupicapra rupicapra tatrica (en)).

## Statuts de la liste rouge de l'UICN
Les statuts de conservation utilisés par la liste rouge de l'UICN mondiale sont :
| (EX) | Éteint                  | Il n'y a pas le moindre doute sur le fait que le dernier spécimen recensé est mort.                                                                   |
| (EW) | Éteint à l'état sauvage | L'espèce est connue uniquement en captivité ou en tant que population naturalisée bien en dehors de son ancienne aire de répartition.                 |
| (CR) | En danger critique      | L'espèce risque prochainement de s'éteindre à l'état sauvage.                                                                                         |
| (EN) | En danger               | L'espèce fait face à un très gros risque d'extinction à l'état sauvage.                                                                               |
| (VU) | Vulnérable              | L'espèce fait face à un gros risque d'extinction à l'état sauvage.                                                                                    |
| (NT) | Quasi menacé            | L'espèce ne satisfait pas un ou plusieurs des critères prévus qui permettraient de la catégoriser, mais pourrait risquer de s'éteindre dans le futur. |
| (LC) | Préoccupation mineure   | Il n'y a pas de risque identifiable pour l'espèce. |
| (DD) | Données insuffisantes   | Il n'y a pas d'information adéquate qui permettraient de faire une évaluation des risques pour cette espèce.                                          |
| (NE) | Non évalué              | L'espèce n'a pas encore été confrontée aux critères précédents, n'est pas reconnue par l'UICN ou bien s'est éteinte avant le XVIe siècle.             |

## Ordre:Primates

### Famille:Hominidés
| Nom binominal, nom vulgaire et citation d'auteurs | Nom vulgaire polonais (langue officielle de la Pologne) | Origine et statut en Pologne | Aire de répartition                    | Statut UICN mondial | Image         |
| ------------------------------------------------- | ------------------------------------------------------- | ---------------------------- | -------------------------------------- | ------------------- | ------------- |
| Homo sapiens (Homme moderne) Linnaeus, 1758       | Człowiek rozumny                                        | Autochtone,                  | Aire de répartition de l'Homme moderne | [ 2 ]               | Homme moderne |

## Ordre:Lagomorphes

### Famille:Léporidés
| Nom binominal, nom vulgaire et citation d'auteurs         | Nom vulgaire polonais (langue officielle de la Pologne) | Origine et statut en Pologne | Aire de répartition                     | Statut UICN mondial | Image            |
| --------------------------------------------------------- | ------------------------------------------------------- | ---------------------------- | --------------------------------------- | ------------------- | ---------------- |
| Lepus europaeus (Lièvre d'Europe) Pallas, 1778            | Zając szarak                                            | Autochtone                   | Aire de répartition du Lièvre d'Europe  | [ 3 ]               | Lièvre d'Europe  |
| Lepus timidus (Lièvre variable) Linnaeus, 1758            | Zając bielak                                            | Autochtone                   | Aire de répartition du Lièvre variable  | [ 4 ]               | Lièvre variable  |
| Oryctolagus cuniculus (Lapin de garenne) (Linnaeus, 1758) | Królik europejski                                       | Allochtone (Introduit),      | Aire de répartition du Lapin de garenne | [ 5 ]               | Lapin de garenne |

## Ordre:Rodentiens

### Famille:Castoridés
| Nom binominal, nom vulgaire et citation d'auteurs | Nom vulgaire polonais (langue officielle de la Pologne) | Origine et statut en Pologne | Aire de répartition                     | Statut UICN mondial | Image            |
| ------------------------------------------------- | ------------------------------------------------------- | ---------------------------- | --------------------------------------- | ------------------- | ---------------- |
| Castor fiber (Castor d'Eurasie) Linnaeus, 1758    | Bóbr europejski                                         | Autochtone (Réintroduit),    | Aire de répartition du Castor d'Eurasie | [ 6 ]               | Castor d'Eurasie |

### Famille:Myocastoridés
| Nom binominal, nom vulgaire et citation d'auteurs | Nom vulgaire polonais (langue officielle de la Pologne) | Origine et statut en Pologne | Aire de répartition             | Statut UICN mondial | Image    |
| ------------------------------------------------- | ------------------------------------------------------- | ---------------------------- | ------------------------------- | ------------------- | -------- |
| Myocastor coypus (Ragondin) (Molina, 1782)        | Nutria                                                  | Allochtone (Introduit)       | Aire de répartition du Ragondin | [ 8 ]               | Ragondin |

### Famille:Dipodidés
| Nom binominal, nom vulgaire et citation d'auteurs      | Nom vulgaire polonais (langue officielle de la Pologne) | Origine et statut en Pologne | Aire de répartition                            | Statut UICN mondial | Image                |
| ------------------------------------------------------ | ------------------------------------------------------- | ---------------------------- | ---------------------------------------------- | ------------------- | -------------------- |
| Sicista betulina (Siciste des bouleaux) (Pallas, 1779) | Smużka leśna                                            | Autochtone                   | Aire de répartition de la Siciste des bouleaux | [ 9 ]               | Siciste des bouleaux |
| Sicista subtilis (Siciste des steppes) (Pallas, 1773)  | Smużka stepowa                                          | Autochtone                   | Illustration manquante                         | [ 11 ]              | Siciste des steppes  |

### Famille:Cricétidés
| Nom binominal, nom vulgaire et citation d'auteurs                        | Nom vulgaire polonais (langue officielle de la Pologne) | Origine et statut en Pologne | Aire de répartition                         | Statut UICN mondial | Image                  |
| ------------------------------------------------------------------------ | ------------------------------------------------------- | ---------------------------- | ------------------------------------------- | ------------------- | ---------------------- |
| Arvicola amphibius (Campagnol terrestre) (Linnaeus, 1758)                | Karczownik                                              | Autochtone                   | Aire de répartition du Campagnol terrestre  | [ 12 ]              | Campagnol terrestre    |
| Arvicola scherman (Campagnol fouisseur) (Shaw, 1801)                     | Karczownik mniejszy                                     | Autochtone                   | Aire de répartition du Campagnol fouisseur  | [ 13 ]              | Illustration manquante |
| Chionomys nivalis (Campagnol des neiges) (Martins, 1842)                 | Nornik śnieżny                                          | Autochtone                   | Aire de répartition du Campagnol des neiges | [ 14 ]              | Campagnol des neiges   |
| Microtus oeconomus (Campagnol nordique) (Pallas, 1776)                   | Nornik północny                                         | Autochtone                   | Illustration manquante                      | [ 15 ]              | Campagnol nordique     |
| Microtus agrestis (Campagnol agreste) (Linnaeus, 1761)                   | Nornik bury                                             | Autochtone                   | Aire de répartition du Campagnol agreste    | [ 16 ]              | Campagnol agreste      |
| Microtus arvalis (Campagnol des champs) (Pallas, 1778)                   | Nornik zwyczajny                                        | Autochtone                   | Aire de répartition du Campagnol des champs | [ 17 ]              | Campagnol des champs   |
| Microtus subterraneus (Campagnol souterrain) (de Sélys Longchamps, 1836) | Darniówka pospolita                                     | Autochtone                   | Illustration manquante                      | [ 18 ]              | Campagnol souterrain   |
| Microtus tatricus (Campagnol des Tatras) Kratochvíl, 1952                | Darniówka tatrzańska                                    | Autochtone                   | Illustration manquante                      | [ 19 ]              | Campagnol des Tatras   |
| Myodes glareolus (Campagnol roussâtre) Schreber, 1780                    | Nornica ruda                                            | Autochtone                   | Aire de répartition du Campagnol roussâtre  | [ 20 ]              | Campagnol roussâtre    |
| Ondatra zibethicus (Rat musqué) (Linnaeus, 1766)                         | Piżmak                                                  | Allochtone,                  | Aire de répartition du Rat musqué           | [ 22 ]              | Rat musqué             |
| Cricetus cricetus (Grand Hamster) (Linnaeus, 1758)                       | Chomik europejski                                       | Autochtone                   | Aire de répartition du Grand Hamster        | [ 23 ]              | Grand Hamster          |

### Famille:Muridés
| Nom binominal, nom vulgaire et citation d'auteurs       | Nom vulgaire polonais (langue officielle de la Pologne) | Origine et statut en Pologne | Aire de répartition                     | Statut UICN mondial | Image            |
| ------------------------------------------------------- | ------------------------------------------------------- | ---------------------------- | --------------------------------------- | ------------------- | ---------------- |
| Apodemus agrarius (Mulot rayé) (Pallas, 1771)           | Mysz polna                                              | Autochtone                   | Illustration manquante                  | [ 24 ]              | Mulot rayé       |
| Apodemus flavicollis (Mulot à collier) (Melchior, 1834) | Mysz leśna                                              | Autochtone                   | Aire de répartition du Mulot à collier  | [ 25 ]              | Mulot à collier  |
| Apodemus sylvaticus (Mulot sylvestre) (Linnaeus, 1758)  | Mysz zaroślowa                                          | Autochtone                   | Aire de répartition du Mulot sylvestre  | [ 26 ]              | Mulot sylvestre  |
| Apodemus uralensis (Mulot pygmée) (Pallas, 1811)        | Mysz zielna                                             | Autochtone                   | Aire de répartition du Mulot pygmée     | [ 27 ]              | Mulot pygmée     |
| Micromys minutus (Rat des moissons) (Pallas, 1771)      | Badylarka                                               | Autochtone                   | Aire de répartition du Rat des moissons | [ 28 ]              | Rat des moissons |
| Mus musculus (Souris grise) Linnaeus, 1758              | Mysz domowa                                             | Allochtone (Introduit),      | Aire de répartition de la Souris grise  | [ 29 ]              | Souris grise     |
| Rattus norvegicus (Rat surmulot) (Berkenhout, 1769)     | Szczur wędrowny                                         | Allochtone (Introduit)       | Aire de répartition du Rat surmulot     | [ 31 ]              | Rat surmulot     |
| Rattus rattus (Rat noir) (Linnaeus, 1758)               | Szczur śniady                                           | Allochtone (Introduit)       | Aire de répartition du Rat noir         | [ 32 ]              | Rat noir         |

### Famille:Gliridés
| Nom binominal, nom vulgaire et citation d'auteurs     | Nom vulgaire polonais (langue officielle de la Pologne) | Origine et statut en Pologne | Aire de répartition                 | Statut UICN mondial | Image          |
| ----------------------------------------------------- | ------------------------------------------------------- | ---------------------------- | ----------------------------------- | ------------------- | -------------- |
| Glis glis (Loir gris) Linnaeus, 1766                  | Popielica                                               | Autochtone                   | Aire de répartition du Loir gris    | [ 33 ]              | Loir gris      |
| Dryomys nitedula (Lérotin commun) (Pallas, 1778)      | Koszatka                                                | Autochtone                   | Illustration manquante              | [ 34 ]              | Lérotin commun |
| Eliomys quercinus (Lérot commun) (Linnaeus, 1766)     | Żołędnica                                               | Autochtone                   | Aire de répartition du Lérot commun | [ 35 ]              | Lérot commun   |
| Muscardinus avellanarius (Muscardin) (Linnaeus, 1758) | Orzesznica                                              | Autochtone                   | Aire de répartition du Muscardin    | [ 36 ]              | Muscardin      |

### Famille:Sciuridés
| Nom binominal, nom vulgaire et citation d'auteurs            | Nom vulgaire polonais (langue officielle de la Pologne) | Origine et statut en Pologne | Aire de répartition                          | Statut UICN mondial | Image              |
| ------------------------------------------------------------ | ------------------------------------------------------- | ---------------------------- | -------------------------------------------- | ------------------- | ------------------ |
| Sciurus vulgaris (Écureuil roux) Linnaeus, 1758              | Wiewiórka pospolita                                     | Autochtone                   | Aire de répartition de l'Écureuil roux       | [ 37 ]              | Écureuil roux      |
| Marmota marmota (Marmotte des Alpes) (Linnaeus, 1758)        | Świstak                                                 | Autochtone                   | Aire de répartition de la Marmotte des Alpes | [ 38 ]              | Marmotte des Alpes |
| Spermophilus citellus (Souslik d'Europe) (Linnaeus, 1766)    | Suseł moręgowany                                        | Allochtone (Réintroduit),    | Aire de répartition du Souslik d'Europe      | [ 40 ]              | Souslik d'Europe   |
| Spermophilus suslicus (Souslik tacheté) (Güldenstaedt, 1770) | Suseł perełkowany                                       | Autochtone                   | Illustration manquante                       | [ 41 ]              | Souslik tacheté    |

## Ordre:Érinacéomorphes

### Famille:Érinacéidés
| Nom binominal, nom vulgaire et citation d'auteurs                  | Nom vulgaire polonais (langue officielle de la Pologne) | Origine et statut en Pologne | Aire de répartition                                  | Statut UICN mondial | Image                         |
| ------------------------------------------------------------------ | ------------------------------------------------------- | ---------------------------- | ---------------------------------------------------- | ------------------- | ----------------------------- |
| Erinaceus europaeus (Hérisson d'Europe occidentale) Linnaeus, 1758 | Jeż zachodni                                            | Autochtone                   | Aire de répartition du Hérisson d'Europe occidentale | [ 42 ]              | Hérisson d'Europe occidentale |
| Erinaceus roumanicus (Hérisson des Balkans) Barrett-Hamilton, 1900 | Jeż wschodni                                            | Autochtone                   | Aire de répartition du Hérisson des Balkans          | [ 43 ]              | Hérisson des Balkans          |

## Ordre:Soricomorphes

### Famille:Soricidés
| Nom binominal, nom vulgaire et citation d'auteurs           | Nom vulgaire polonais (langue officielle de la Pologne) | Origine et statut en Pologne | Aire de répartition                             | Statut UICN mondial | Image                 |
| ----------------------------------------------------------- | ------------------------------------------------------- | ---------------------------- | ----------------------------------------------- | ------------------- | --------------------- |
| Crocidura leucodon (Crocidure leucode) (Hermann, 1780)      | Zębiełek białawy                                        | Autochtone                   | Aire de répartition de la Crocidure leucode     | [ 44 ]              | Crocidure leucode     |
| Crocidura suaveolens (Crocidure des jardins) (Pallas, 1811) | Zębiełek karliczek                                      | Autochtone                   | Aire de répartition de la Crocidure des jardins | [ 45 ]              | Crocidure des jardins |
| Neomys anomalus (Crossope de Miller) Cabrera, 1907          | Rzęsorek mniejszy                                       | Autochtone                   | Aire de répartition de la Crossope de Miller    | [ 46 ]              | Crossope de Miller    |
| Neomys fodiens (Crossope aquatique) (Pennant, 1771)         | Rzęsorek rzeczek                                        | Autochtone                   | Aire de répartition de la Crossope aquatique    | [ 47 ]              | Crossope aquatique    |
| Sorex alpinus (Musaraigne alpine) Schinz, 1837              | Ryjówka górska                                          | Autochtone                   | Aire de répartition de la Musaraigne alpine     | [ 48 ]              | Musaraigne alpine     |
| Sorex araneus (Musaraigne carrelet) Linnaeus, 1758          | Ryjówka aksamitna                                       | Autochtone                   | Aire de répartition de la Musaraigne carrelet   | [ 49 ]              | Musaraigne carrelet   |
| Sorex caecutiens (Musaraigne masquée) Laxmann, 1788         | Ryjówka średnia                                         | Autochtone                   | Aire de répartition de la Musaraigne masquée    | [ 50 ]              | Musaraigne masquée    |
| Sorex minutus (Musaraigne pygmée) Linnaeus, 1766            | Ryjówka malutka                                         | Autochtone                   | Aire de répartition de la Musaraigne pygmée     | [ 51 ]              | Musaraigne pygmée     |

### Famille:Talpidés
| Nom binominal, nom vulgaire et citation d'auteurs | Nom vulgaire polonais (langue officielle de la Pologne) | Origine et statut en Pologne | Aire de répartition                      | Statut UICN mondial | Image          |
| ------------------------------------------------- | ------------------------------------------------------- | ---------------------------- | ---------------------------------------- | ------------------- | -------------- |
| Talpa europaea (Taupe d'Europe) Linnaeus, 1758    | Kret europejski                                         | Autochtone                   | Aire de répartition de la Taupe d'Europe | [ 52 ]              | Taupe d'Europe |

## Ordre:Chiroptères

### Famille:Rhinolophidés
| Nom binominal, nom vulgaire et citation d'auteurs             | Nom vulgaire polonais (langue officielle de la Pologne) | Origine et statut en Pologne | Aire de répartition                     | Statut UICN mondial | Image            |
| ------------------------------------------------------------- | ------------------------------------------------------- | ---------------------------- | --------------------------------------- | ------------------- | ---------------- |
| Rhinolophus ferrumequinum (Grand Rhinolophe) (Schreber, 1774) | Podkowiec duży                                          | Erratique,                   | Aire de répartition du Grand Rhinolophe | [ 54 ]              | Grand Rhinolophe |
| Rhinolophus hipposideros (Petit Rhinolophe) (Bechstein, 1800) | Podkowiec mały                                          | Autochtone                   | Aire de répartition du Petit Rhinolophe | [ 55 ]              | Petit Rhinolophe |

### Famille:Vespertilionidés
| Nom binominal, nom vulgaire et citation d'auteurs                             | Nom vulgaire polonais (langue officielle de la Pologne) | Origine et statut en Pologne | Aire de répartition                                | Statut UICN mondial | Image                       |
| ----------------------------------------------------------------------------- | ------------------------------------------------------- | ---------------------------- | -------------------------------------------------- | ------------------- | --------------------------- |
| Myotis alcathoe (Murin d'Alcathoé) von Helversen & Heller, 2001               | Nocek Alkatoe                                           | Autochtone                   | Aire de répartition du Murin d'Alcathoé            | [ 57 ]              | Murin d'Alcathoé            |
| Myotis bechsteinii (Murin de Bechstein) (Kuhl, 1817)                          | Nocek Bechsteina                                        | Autochtone                   | Aire de répartition du Murin de Bechstein          | [ 58 ]              | Murin de Bechstein          |
| Myotis blythii (Petit Murin) (Tomes, 1857)                                    | Nocek ostrouchy                                         | Erratique,                   | Aire de répartition du Petit Murin                 | [ 60 ]              | Petit Murin                 |
| Myotis brandtii (Murin de Brandt) (Eversmann, 1845)                           | Nocek Brandta                                           | Autochtone                   | Aire de répartition du Murin de Brandt             | [ 61 ]              | Murin de Brandt             |
| Myotis dasycneme (Murin des marais) (Boie, 1825)                              | Nocek łydkowłosy                                        | Autochtone                   | Aire de répartition du Murin des marais            | [ 62 ]              | Murin des marais            |
| Myotis daubentonii (Murin de Daubenton) (Kuhl, 1817)                          | Nocek rudy                                              | Autochtone                   | Aire de répartition du Murin de Daubenton          | [ 63 ]              | Murin de Daubenton          |
| Myotis emarginatus (Murin à oreilles échancrées) (É. Geoffroy, 1806)          | Nocek orzęsiony                                         | Autochtone                   | Aire de répartition du Murin à oreilles échancrées | [ 64 ]              | Murin à oreilles échancrées |
| Myotis myotis (Grand Murin) (Borkhausen, 1797)                                | Nocek duży                                              | Autochtone                   | Aire de répartition du Grand Murin                 | [ 65 ]              | Grand Murin                 |
| Myotis mystacinus (Murin à moustaches) (Kuhl, 1817)                           | Nocek wąsatek                                           | Autochtone                   | Aire de répartition du Murin à moustaches          | [ 66 ]              | Murin à moustaches          |
| Myotis nattereri (Murin de Natterer) (Kuhl, 1817)                             | Nocek Natterera                                         | Autochtone                   | Aire de répartition du Murin de Natterer           | [ 67 ]              | Murin de Natterer           |
| Eptesicus nilssonii (Sérotine de Nilsson) (Keyserling & Blasius, 1839)        | Mroczek pozłocisty                                      | Autochtone                   | Aire de répartition de la Sérotine de Nilsson      | [ 68 ]              | Sérotine de Nilsson         |
| Eptesicus serotinus (Sérotine commune) (Schreber, 1774)                       | Mroczek późny                                           | Autochtone                   | Aire de répartition de la Sérotine commune         | [ 69 ]              | Sérotine commune            |
| Nyctalus lasiopterus (Grande Noctule) (Schreber, 1780)                        | Borowiec olbrzymi                                       | Erratique                    | Aire de répartition de la Grande Noctule           | [ 71 ]              | Grande Noctule              |
| Nyctalus leisleri (Noctule de Leisler) (Kuhl, 1817)                           | Borowiaczek                                             | Autochtone                   | Aire de répartition de la Noctule de Leisler       | [ 72 ]              | Noctule de Leisler          |
| Nyctalus noctula (Noctule commune) (Schreber, 1774)                           | Borowiec wielki                                         | Autochtone                   | Aire de répartition de la Noctule commune          | [ 73 ]              | Noctule commune             |
| Pipistrellus kuhlii (Pipistrelle de Kuhl) (Kuhl, 1817)                        | Karlik średni                                           | Erratique                    | Aire de répartition de la Pipistrelle de Kuhl      | [ 74 ]              | Pipistrelle de Kuhl         |
| Pipistrellus nathusii (Pipistrelle de Nathusius) (Keyserling & Blasius, 1839) | Karlik większy                                          | Autochtone                   | Aire de répartition de la Pipistrelle de Nathusius | [ 75 ]              | Pipistrelle de Nathusius    |
| Pipistrellus pipistrellus (Pipistrelle commune) (Schreber, 1774)              | Karlik malutki                                          | Autochtone                   | Aire de répartition de la Pipistrelle commune      | [ 76 ]              | Pipistrelle commune         |
| Pipistrellus pygmaeus (Pipistrelle pygmée) (Leach, 1825)                      | Karlik drobny                                           | Autochtone                   | Aire de répartition de la Pipistrelle pygmée       | [ 77 ]              | Pipistrelle pygmée          |
| Barbastella barbastellus (Barbastelle d'Europe) (Schreber, 1774)              | Mopek                                                   | Autochtone                   | Aire de répartition de la Barbastelle d'Europe     | [ 78 ]              | Barbastelle d'Europe        |
| Plecotus auritus (Oreillard roux) (Linnaeus, 1758)                            | Gacek brunatny                                          | Autochtone                   | Aire de répartition de l'Oreillard roux            | [ 79 ]              | Oreillard roux              |
| Plecotus austriacus (Oreillard gris) (J. Fischer, 1829)                       | Gacek szary                                             | Autochtone                   | Aire de répartition de l'Oreillard gris            | [ 80 ]              | Oreillard gris              |
| Hypsugo savii (Vespère de Savi) (Bonaparte, 1837)                             | Przymroczek Saviego                                     | Peut-être autochtone,        | Aire de répartition de la Vespère de Savi          | [ 82 ]              | Vespère de Savi             |
| Vespertilio murinus (Sérotine bicolore) Linnaeus, 1758                        | Mroczek posrebrzany                                     | Autochtone                   | Aire de répartition de la Sérotine bicolore        | [ 83 ]              | Sérotine bicolore           |

## Ordre:Cétacés

### Famille:Balænoptéridés
| Nom binominal, nom vulgaire et citation d'auteurs         | Nom vulgaire polonais (langue officielle de la Pologne) | Origine et statut en Pologne | Aire de répartition                       | Statut UICN mondial | Image           |
| --------------------------------------------------------- | ------------------------------------------------------- | ---------------------------- | ----------------------------------------- | ------------------- | --------------- |
| Balaenoptera borealis (Rorqual boréal) Lesson, 1828       | Sejwal                                                  | Erratique                    | Aire de répartition du Rorqual boréal     | [ 85 ]              | Rorqual boréal  |
| Balaenoptera physalus (Rorqual commun) (Linnaeus, 1758)   | Finwal                                                  | Erratique                    | Aire de répartition du Rorqual commun     | [ 86 ]              | Rorqual commun  |
| Megaptera novaeangliae (Baleine à bosse) (Borowski, 1781) | Długopłetwiec                                           | Erratique                    | Aire de répartition de la Baleine à bosse | [ 87 ]              | Baleine à bosse |

### Famille:Delphinidés
| Nom binominal, nom vulgaire et citation d'auteurs                      | Nom vulgaire polonais (langue officielle de la Pologne) | Origine et statut en Pologne | Aire de répartition                                 | Statut UICN mondial | Image                        |
| ---------------------------------------------------------------------- | ------------------------------------------------------- | ---------------------------- | --------------------------------------------------- | ------------------- | ---------------------------- |
| Delphinus delphis (Dauphin commun à bec court) Linnaeus, 1758          | Delfin zwyczajny                                        | Erratique                    | Aire de répartition du Dauphin commun à bec court   | [ 88 ]              | Dauphin commun à bec court   |
| Stenella coeruleoalba (Dauphin bleu et blanc) (Meyen, 1833)            | Delfin pręgoboki                                        | Erratique                    | Aire de répartition du Dauphin bleu et blanc        | [ 90 ]              | Dauphin bleu et blanc        |
| Tursiops truncatus (Grand Dauphin commun) (Montagu, 1821)              | Butlonos                                                | Erratique                    | Aire de répartition du Grand Dauphin commun         | [ 91 ]              | Grand Dauphin commun         |
| Lagenorhynchus albirostris (Lagénorhynque à rostre blanc) (Gray, 1846) | Delfin białonosy                                        | Erratique                    | Aire de répartition du Lagénorhynque à rostre blanc | [ 92 ]              | Lagénorhynque à rostre blanc |

### Famille:Monodontidés
| Nom binominal, nom vulgaire et citation d'auteurs | Nom vulgaire polonais (langue officielle de la Pologne) | Origine et statut en Pologne | Aire de répartition            | Statut UICN mondial | Image   |
| ------------------------------------------------- | ------------------------------------------------------- | ---------------------------- | ------------------------------ | ------------------- | ------- |
| Delphinapterus leucas (Bélouga) (Pallas, 1776)    | Białucha                                                | Erratique                    | Aire de répartition du Bélouga | [ 93 ]              | Bélouga |

### Famille:Phocœnidés
| Nom binominal, nom vulgaire et citation d'auteurs    | Nom vulgaire polonais (langue officielle de la Pologne) | Origine et statut en Pologne | Aire de répartition                    | Statut UICN mondial | Image           |
| ---------------------------------------------------- | ------------------------------------------------------- | ---------------------------- | -------------------------------------- | ------------------- | --------------- |
| Phocoena phocoena (Marsouin commun) (Linnaeus, 1758) | Morświn                                                 | Allochtone,                  | Aire de répartition du Marsouin commun | [ 94 ]              | Marsouin commun |

### Famille:Physétéridés
| Nom binominal, nom vulgaire et citation d'auteurs      | Nom vulgaire polonais (langue officielle de la Pologne) | Origine et statut en Pologne | Aire de répartition                   | Statut UICN mondial | Image          |
| ------------------------------------------------------ | ------------------------------------------------------- | ---------------------------- | ------------------------------------- | ------------------- | -------------- |
| Physeter macrocephalus (Grand Cachalot) Linnaeus, 1758 | Kaszalot                                                | Erratique                    | Aire de répartition du Grand Cachalot | [ 96 ]              | Grand Cachalot |

### Famille:Ziphiidés
| Nom binominal, nom vulgaire et citation d'auteurs         | Nom vulgaire polonais (langue officielle de la Pologne) | Origine et statut en Pologne | Aire de répartition                          | Statut UICN mondial | Image                 |
| --------------------------------------------------------- | ------------------------------------------------------- | ---------------------------- | -------------------------------------------- | ------------------- | --------------------- |
| Hyperoodon ampullatus (Hypérodon boréal) (Forster, 1770)  | Wal butelkonosy północny                                | Erratique                    | Aire de répartition du Hypérodon boréal      | [ 97 ]              | Hypérodon boréal      |
| Mesoplodon bidens (Mésoplodon de Sowerby) (Sowerby, 1804) | Wal dwuzębny                                            | Erratique                    | Aire de répartition du Mésoplodon de Sowerby | [ 98 ]              | Mésoplodon de Sowerby |

## Ordre:Artiodactyles

### Famille:Bovidés
| Nom binominal, nom vulgaire et citation d'auteurs | Nom vulgaire polonais (langue officielle de la Pologne) | Origine et statut en Pologne | Aire de répartition                     | Statut UICN mondial | Image            |
| ------------------------------------------------- | ------------------------------------------------------- | ---------------------------- | --------------------------------------- | ------------------- | ---------------- |
| Bison bonasus (Bison d'Europe) (Linnaeus, 1758)   | Żubr                                                    | Autochtone (Réintroduit)     | Aire de répartition du Bison d'Europe   | [ 99 ]              | Bison d'Europe   |
| Bos taurus (Taurin) Linnaeus, 1758                | Bydło                                                   | Autochtone (Disparu),        | Aire de répartition du Taurin           | (NE)                |                  |
| Ovis aries (Mouflon oriental) Linnaeus, 1758      | Muflon                                                  | Allochtone (Introduit)       | Aire de répartition du Mouflon oriental | [ 102 ]             | Mouflon oriental |
| Rupicapra rupicapra (Chamois) (Linnaeus, 1758)    | Kozica                                                  | Autochtone                   | Aire de répartition du Chamois          | [ 103 ]             | Chamois          |

### Famille:Cervidés
| Nom binominal, nom vulgaire et citation d'auteurs         | Nom vulgaire polonais (langue officielle de la Pologne) | Origine et statut en Pologne | Aire de répartition                       | Statut UICN mondial | Image              |
| --------------------------------------------------------- | ------------------------------------------------------- | ---------------------------- | ----------------------------------------- | ------------------- | ------------------ |
| Alces alces (Élan) (Linnaeus, 1758)                       | Łoś                                                     | Autochtone                   | Aire de répartition de l'Élan             | [ 104 ]             | Élan               |
| Capreolus capreolus (Chevreuil européen) (Linnaeus, 1758) | Sarna                                                   | Autochtone                   | Aire de répartition du Chevreuil européen | [ 105 ]             | Chevreuil européen |
| Rangifer tarandus (Renne) (Linnaeus, 1758)                | Renifer                                                 | Autochtone (Disparu)         | Aire de répartition du Renne              | [ 107 ]             | Renne              |
| Cervus elaphus (Cerf élaphe) Linnaeus, 1758               | Jeleń szlachetny                                        | Autochtone                   | Aire de répartition du Cerf élaphe        | [ 108 ]             | Cerf élaphe        |
| Cervus nippon (Cerf sika) Temminck, 1838                  | Jeleń wschodni                                          | Allochtone (Introduit)       | Illustration manquante                    | [ 109 ]             | Cerf sika          |
| Dama dama (Daim européen) (Linnaeus, 1758)                | Daniel                                                  | Allochtone (Introduit)       | Aire de répartition du Daim européen      | [ 110 ]             | Daim européen      |

### Famille:Suidés
| Nom binominal, nom vulgaire et citation d'auteurs | Nom vulgaire polonais (langue officielle de la Pologne) | Origine et statut en Pologne | Aire de répartition                       | Statut UICN mondial | Image              |
| ------------------------------------------------- | ------------------------------------------------------- | ---------------------------- | ----------------------------------------- | ------------------- | ------------------ |
| Sus scrofa (Sanglier d'Eurasie) Linnaeus, 1758    | Dzik                                                    | Autochtone                   | Aire de répartition du Sanglier d'Eurasie | [ 111 ]             | Sanglier d'Eurasie |

## Ordre:Périssodactyles

### Famille:Équidés
| Nom binominal, nom vulgaire et citation d'auteurs | Nom vulgaire polonais (langue officielle de la Pologne) | Origine et statut en Pologne        | Aire de répartition           | Statut UICN mondial | Image  |
| ------------------------------------------------- | ------------------------------------------------------- | ----------------------------------- | ----------------------------- | ------------------- | ------ |
| Equus caballus (Cheval) Linnaeus, 1758            | Koń                                                     | Autochtone (Peut-être réintroduit), | Aire de répartition du Cheval | [ 114 ]             | Cheval |

## Ordre:Carnivores

### Famille:Canidés
| Nom binominal, nom vulgaire et citation d'auteurs      | Nom vulgaire polonais (langue officielle de la Pologne) | Origine et statut en Pologne | Aire de répartition                   | Statut UICN mondial | Image          |
| ------------------------------------------------------ | ------------------------------------------------------- | ---------------------------- | ------------------------------------- | ------------------- | -------------- |
| Canis aureus (Chacal doré) Linnaeus, 1758              | Szakal złocisty                                         | Erratique                    | Aire de répartition du Chacal doré    | [ 116 ]             |                |
| Canis lupus (Loup gris) Linnaeus, 1758                 | Wilk                                                    | Autochtone                   | Aire de répartition du Loup gris      | [ 117 ]             | Loup gris      |
| Nyctereutes procyonoides (Chien viverrin) (Gray, 1834) | Jenot                                                   | Allochtone                   | Aire de répartition du Chien viverrin | [ 119 ]             | Chien viverrin |
| Vulpes vulpes (Renard roux) (Linnaeus, 1758)           | Lis rudy                                                | Autochtone                   | Aire de répartition du Renard roux    | [ 120 ]             | Renard roux    |

### Famille:Ursidés
| Nom binominal, nom vulgaire et citation d'auteurs | Nom vulgaire polonais (langue officielle de la Pologne) | Origine et statut en Pologne | Aire de répartition                | Statut UICN mondial | Image     |
| ------------------------------------------------- | ------------------------------------------------------- | ---------------------------- | ---------------------------------- | ------------------- | --------- |
| Ursus arctos (Ours brun) Linnaeus, 1758           | Niedźwiedź brunatny                                     | Autochtone                   | Aire de répartition de l'Ours brun | [ 121 ]             | Ours brun |

### Famille:Mustélidés
| Nom binominal, nom vulgaire et citation d'auteurs    | Nom vulgaire polonais (langue officielle de la Pologne) | Origine et statut en Pologne | Aire de répartition                        | Statut UICN mondial | Image              |
| ---------------------------------------------------- | ------------------------------------------------------- | ---------------------------- | ------------------------------------------ | ------------------- | ------------------ |
| Lutra lutra (Loutre commune) (Linnaeus, 1758)        | Wydra                                                   | Autochtone                   | Aire de répartition de la Loutre commune   | [ 122 ]             | Loutre commune     |
| Martes foina (Fouine) (Erxleben, 1777)               | Kuna domowa                                             | Autochtone                   | Aire de répartition de la Fouine           | [ 123 ]             | Fouine             |
| Martes martes (Martre des pins) (Linnaeus, 1758)     | Kuna leśna                                              | Autochtone                   | Aire de répartition de la Martre des pins  | [ 124 ]             | Martre des pins    |
| Martes zibellina (Zibeline) (Linnaeus, 1758)         | Soból                                                   | Autochtone (Disparu)         | Aire de répartition de la Zibeline         | [ 125 ]             | Zibeline           |
| Meles meles (Blaireau européen) (Linnaeus, 1758)     | Borsuk                                                  | Autochtone                   | Aire de répartition du Blaireau européen   | [ 126 ]             | Blaireau européen  |
| Mustela lutreola (Vison d'Europe) (Linnaeus, 1761)   | Norka europejska                                        | Autochtone (Disparu)         | Aire de répartition du Vison d'Europe      | [ 127 ]             | Vison d'Europe     |
| Mustela erminea (Hermine) Linnaeus, 1758             | Gronostaj                                               | Autochtone                   | Aire de répartition de l'Hermine           | [ 128 ]             | Hermine            |
| Mustela nivalis (Belette d'Europe) Linnaeus, 1766    | Łasica                                                  | Autochtone                   | Aire de répartition de la Belette d'Europe | [ 129 ]             | Belette d'Europe   |
| Mustela eversmanii (Putois des steppes) Lesson, 1827 | Tchórz stepowy                                          | Autochtone                   | Aire de répartition du Putois des steppes  | [ 130 ]             | Putois des steppes |
| Mustela putorius (Putois d'Europe) Linnaeus, 1758    | Tchórz zwyczajny                                        | Autochtone                   | Aire de répartition du Putois d'Europe     | [ 131 ]             | Putois d'Europe    |
| Neovison vison (Vison d'Amérique) (Schreber, 1777)   | Norka amerykańska                                       | Allochtone (Introduit)       | Aire de répartition du Vison d'Amérique    | [ 132 ]             | Vison d'Amérique   |

### Famille:Procyonidés
| Nom binominal, nom vulgaire et citation d'auteurs    | Nom vulgaire polonais (langue officielle de la Pologne) | Origine et statut en Pologne | Aire de répartition                        | Statut UICN mondial | Image               |
| ---------------------------------------------------- | ------------------------------------------------------- | ---------------------------- | ------------------------------------------ | ------------------- | ------------------- |
| Procyon lotor (Raton laveur commun) (Linnaeus, 1758) | Szop pracz                                              | Allochtone                   | Aire de répartition du Raton laveur commun | [ 134 ]             | Raton laveur commun |

### Famille:Phocidés
| Nom binominal, nom vulgaire et citation d'auteurs               | Nom vulgaire polonais (langue officielle de la Pologne) | Origine et statut en Pologne          | Aire de répartition                        | Statut UICN mondial | Image               |
| --------------------------------------------------------------- | ------------------------------------------------------- | ------------------------------------- | ------------------------------------------ | ------------------- | ------------------- |
| Halichoerus grypus (Phoque gris) (Fabricius, 1791)              | Foka szara                                              | Allochtone (Recolonisateur),          | Aire de répartition du Phoque gris         | [ 136 ]             | Phoque gris         |
| Pagophilus groenlandicus (Phoque du Groenland) (Erxleben, 1777) | Lodofoka grenlandzka                                    | Allochtone (Disparu),                 | Aire de répartition du Phoque du Groenland | [ 138 ]             | Phoque du Groenland |
| Phoca vitulina (Phoque veau marin) Linnaeus, 1758               | Foka pospolita                                          | Allochtone (Disparu, puis erratique), | Aire de répartition du Phoque veau marin   | [ 140 ]             | Phoque veau marin   |
| Pusa hispida (Phoque annelé) (Schreber, 1775)                   | Nerpa                                                   | Erratique                             | Aire de répartition du Phoque annelé       | [ 141 ]             | Phoque annelé       |

### Famille:Félidés
| Nom binominal, nom vulgaire et citation d'auteurs | Nom vulgaire polonais (langue officielle de la Pologne) | Origine et statut en Pologne | Aire de répartition                 | Statut UICN mondial | Image        |
| ------------------------------------------------- | ------------------------------------------------------- | ---------------------------- | ----------------------------------- | ------------------- | ------------ |
| Felis silvestris (Chat sauvage) Schreber, 1777    | Żbik                                                    | Autochtone                   | Aire de répartition du Chat sauvage | [ 142 ]             | Chat sauvage |
| Lynx lynx (Lynx boréal) (Linnaeus, 1758)          | Ryś                                                     | Autochtone                   | Aire de répartition du Lynx boréal  | [ 143 ]             | Lynx boréal  |